# Eumenes fulvopilosellus
Eumenes fulvopilosellus är en stekelart som beskrevs av Giordani Soika 1965. Eumenes fulvopilosellus ingår i släktet krukmakargetingar, och familjen Eumenidae. Inga underarter finns listade i Catalogue of Life.